# 格兰瑟姆
格兰瑟姆（英語：Grantham），英國英格蘭林肯郡南凯斯蒂文区的一个集镇，坐落在威瑟姆河畔，在林肯西南39公里，常住人口34,592人。